# Городская клиническая больница № 4
Городская клиническая больница № 4 — бывшее многопрофильное лечебно-профилактическое учреждение города Москва. Расположена в Южном административном округе Москвы на территории Даниловского района. Одно из старейших лечебных заведений города.
Больничный комплекс занимает территорию в 13 га рядом со станциями метро Тульская, Серпуховская, Павелецкая, в квартале, ограниченном улицами: Павловская (которой больница и дала название), 1-й Павловский переулок, Дубининская, Даниловский переулок.

## История
Основана в 1763 году по просьбе наследника указом императрицы Екатерины II (6 (17) июня она подписала указ, 11 (22) он был обнародован Сенатом) как «больница для бедных» в честь выздоровления тяжело больного наследника престола Павла, откуда обиходное название Павловская больница. Это была первая больница «гражданского ведомства» в России.
Здание больницы было построено на загородном дворе попавшего в опалу генерал-кригс-комиссара А. И. Глебова. Больница была официально открыта 14 (25) сентября 1763 года и первоначально состояла из нескольких деревянных корпусов. После пожара 1784 года архитектором М. Ф. Казаковым в 1803 году было построено новое каменное здание Павловской больницы.
В общем характере архитектуры Павловской больницы есть некоторые элементы сходства с главным корпусом Голицынской больницы. Сходны членения и общая композиция фасада, с куполом и портиком в центре и плоскими ризалитами по бокам, общее строение плана, технологическая схема больницы и т. п. В 1830 году архитектором Доменико Жилярди было дополнительно построено два флигеля. Многие корпуса больницы являются памятниками архитектуры XVIII—XIX веков.
Больничный комплекс ликвидирован в 2021 году, из-за того что некоторые здания ГКБ № 4 находились в аварийном состоянии

### Главные доктора / главные врачи
- 1832—1865 Левенталь, Густав Осипович[5]
- 1865—1885 Левенталь, Александр Густавович[6]
- 1885—1903 Ураноссов, Григорий Александрович[7]